# Bitka na Rovinah
Bitka na Rovinah 17. maja 1395 je bil vojaški spopad med vojsko Vojvodine Vlaške pod poveljstvom vojvode Mirceae cel Bătrâna (Mircea Starejši) in osmansko vojsko pod poveljstvom sultana Bajazida I.  Turška vojska je bila mnogo številčnejša od vlaške. Legenda pravi, da se je na predvečer bitke v mirovnika preoblečen Mircea cel Bătrân pogajal s sultanom. Prosil ga je, naj zapusti Vlaško in mu zagotovil varen odhod. Sultan je ponosno vztrajal na bitki.

## Bitka
Bitka je potekala verjetno nekje ob reki Argeș, natančna lokacija pa je sporna. Vlaška zmaga je potrjena v več virih. 
Med bitko so ključno taktično vlogo igrali vlaški lokostrelci, ki so uničili prvi napad osmanske vojske. V bitki sta se pogumno borila Bajazidova vazala Stefan Lazarević in Marko Mrnjavčević in nekaj drugih srbskih plemičev. Marko Mrnjavčević in Konstantin Dejanović sta v bitki padla. 
Alternativni pogled na bitko kaže, da spopadi niso trajali samo en dan, ampak cel teden, in da je bila bitka samo uvod v pozicijsko vojno. Končala se je s težkimi izgubami na obeh straneh in obojestranskim umikom. Novi položaj osmanske vojske je bil laže branljiv. Sultan se je zanašal predvsem na svojo osebno stražo – janičarje. Ta taktična inovacija je postala temeljni element  osmanskih vojnih strategij do 18. stoletja. Vlaška vojska je utrpela tako velike izgube, da ni mogla prebiti obrambe osmanskega tabora in se je nazadnje umaknila. Ker je bila tudi osmanska vojska prešibka, da bi osvojila Vlaško, je ostala bitka na Rovinah ena od najpomembnejših bitk v romunski zgodovini.

## Bitka v književnosti
Bitko je v epski pesnitvi Scrisoarea a III-a (Tretje pismo) opisal romunski ljudski pesnik  Mihai Eminescu. Bitko opisuje tudi  Dečanska kronika in razlaga,  da sta se princ Marko in Konstantin borila do smrti. Nekateri viri omenjajo, da je v bitki padel tudi  Markov brat Andrej Mrnjavčević.

## Vir
- Fine, John Van Antwerp (1994). The Late Medieval Balkans: A Critical Survey from the Late Twelfth Century to the Ottoman Conquest. Ann Arbor: University of Michigan Press. ISBN 978-0-472-08260-5.